# Мальцев Євдоким Єгорович
Євдоким Єгорович Мальцев (2 (15) липня 1910, село Лутошкіно, тепер Краснинського району Липецької області, Російська Федерація — 20 березня 1981, місто Москва) — радянський військовий діяч, політпрацівник, член Військових рад — начальник Політуправлінь ряду військових округів, генерал армії. Депутат Верховної Ради УРСР 7-го скликання. Депутат Верховної Ради СРСР 5-го і 8-го скликань. Кандидат у члени ЦК КПУ у 1966 — 1971 р.

## Біографія
Народився 15 (2) липня 1910 року в селі Лутошкіно Тамбовської губернії у родині селянина.
З 1926 року — робітник птахокомбінату.
У 1930 році закінчив Орловську школу працівників розшуку. У 1930 — 1933 р. — агент кримінального розшуку міліції Краснинського району РРФСР.
Член ВКП(б) з 1931 року.
У Червоній Армії з 1933 року.
У 1935 році закінчив Полтавську військово-політичну школу.
З 1935 року — політичний керівник стрілецької роти, полкової школи Київського військового округу. У 1937 — 1938 р. — комісар стрілецького полку. У 1938 — 1941 р. — комісар стрілецької дивізії.
Учасник радянсько-німецької війни з червня 1941 року. У 1941 році служив комісаром 74-ї стрілецької дивізії Південного фронту. У 1941 — 1942 р. — начальник політичного відділу 12-ї армії Південно-Західного фронту. У серпні 1942 — 1943 р. — член Військової ради 47-ї армії Закавказького фронту. У 1943 р. — член Військової ради 56-ї (Приморської) армії Північно-Кавказького фронту.
У грудні 1943 — квітні 1944 р. — слухач курсів політпрацівників при Військовій академії імені Фрунзе. У травні 1944 — червні 1945 р. — член Військової ради 21-ї армії Ленінградського, 3-го Білоруського, 1-го Українського фронтів.
Учасник радянсько-японської війни 1945 року. З червня 1945 р. — член Військової ради 15-ї армії 2-го Далекосхідного фронту.
Після війни перебував на військово-політичній роботі: член Військової ради армії, заступник командувача армії з політичної частини.
У 1947 році закінчив Вищі курси удосконалення політичного складу. У 1954 році закінчив Вищу Військову академію Генерального штабу імені Ворошилова.
У січні 1957 — червні 1960 р. — член Військової ради — начальник Політичного управління Туркестанського військового округу.
У червні 1960 — травні 1965 р. — член Військової ради — начальник Політичного управління Прибалтійського військового округу.
У травні 1965 — листопаді 1967 р. — член Військової ради — начальник Політичного управління Прикарпатського військового округу.
У листопаді 1967 — грудні 1971 р. — член Військової ради — начальник Політичного управління Групи радянських військ у Німеччині.
У грудні 1971 — березні 1981 р. — начальник Військово-політичної академії імені Леніна.

## Звання
- генерал-майор (27.06.1945)
- генерал-лейтенант (18.02.1958)
- генерал-полковник
- генерал-армії (3.11.1973)

## Нагороди
- орден Леніна
- орден Жовтневої Революції
- шість орденів Червоного Прапора
- орден Вітчизняної війни 1-го ст.
- Орден «За службу Батьківщині в Збройних Силах СРСР» 3-го ст.
- медалі